# Sávos ezüstgalamb
A sávos ezüstgalamb (Claravis geoffroyi) a madarak osztályának galambalakúak (Columbiformes) rendjébe és a galambfélék (Columbidae) családjába tartozó faj.

## Rendszerezése
A fajt Coenraad Jacob Temminck holland ornitológus írta le 1811-ben, a Columba nembe Columba geoffroyi néven. Sorolják a Metriopelia nembe Metriopelia geoffroyi néven, de használjak a Claravis godefrida nevet is.

## Előfordulása
Argentína, Brazília és Paraguay területén honos. Természetes élőhelyei a szubtrópusi vagy trópusi síkvidéki és hegyi esőerdők. Kóborló.

## Megjelenése
Testhossza 19-23 centiméter.

## Természetvédelmi helyzete
Az elterjedési területe kicsi és széttöredezett, egyedszáma 250 példány alatti és csökken. A Természetvédelmi Világszövetség Vörös listáján súlyosan veszélyeztetett fajként szerepel.